# Los Verdes de Madrid
Los Verdes de Madrid és una organització política ecologista pertanyent a la Confederació de Partits Verds d'Espanya a la Comunitat de Madrid. Es mostra partidària de la intervenció política permanent, basada en els principis de federalisme i autogestión, amb la finalitat de plantejar un projecte de societat basat en la filosofia ecologista, pacifista igualitària llibertària i alternativa, reivindicant la defensa dels drets humans i de la resta dels éssers vius.
A Madrid Los Verdes són la quarta força política. Van assolir per primera vegada representació el 1991 en el municipi de Rivas Vaciamadrid. Posteriorment es van escindir, donant lloc a diversos partits que encara existeixen: Los Verdes de Madrid i Los Verdes de la Comunidad de Madrid. A les eleccions municipals espanyoles de 1999 van arribar a presentar-se 30 candidatures en la regió. En 2000, Los Verdes-Grupo Verde i Los Verdes de Madrid es coalitzaren sota la denominació de "Los Verdes" per a concórrer junts a les eleccions generals espanyoles de 2000. En 2003, la coalició Los Verdes es va presentar a les eleccions autonòmiques amb una candidatura encapçalada per Ángel Requena, alcalde de San Sebastián de los Reyes, i a les municipals en la capital amb una llista encapçalada per l'eurodiputat José María Mendiluce Pereiro.
La coalició Los Verdes es va presentar també en més de 30 municipis de la regió, assolint regidors a Valdemoro, Collado Mediano i Soto del Real. Foro Verde va assolir un regidor a Galapagar i Los Verdes Comunidad de Madrid (LVCM), amb una dotzena de llistes pròpies, va assolir representació a Montejo de la Sierra (on detenten l'alcaldia) i Berzosa. A les principals ciutats madrilenyes, el vot verd, en el seu conjunt, va estar entre el 2% i el 5%. A Madrid ciutat va arribar al 2,5%. A Móstoles va arribar al 4,9%, en Pinto al 4,2%, a Getafe al 4%, a San Sebastián de los Reyes al 4%, a Alcalá de Henares al 3,8%, i a Alcobendas, Fuenlabrada i Leganés entorn del 3%. Va obtenir més del 2% a Alcorcón, Majadahonda, Las Rozas de Madrid, Pozuelo, Rivas, Torrejón de Ardoz i Tres Cantos.